# Slag in de Baai van Matanzas

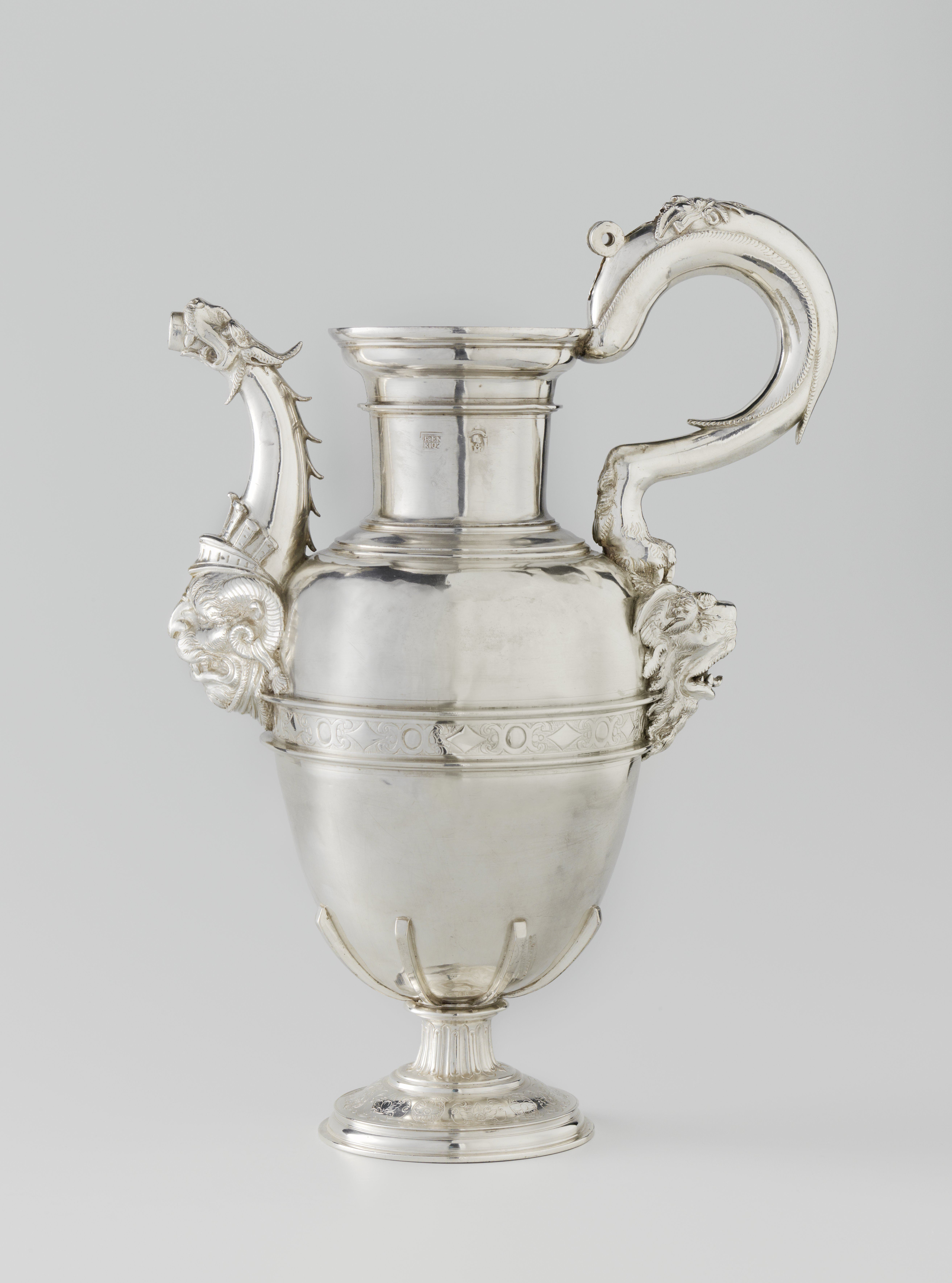
Buitgemaakt zilverwerk

De Slag in de Baai van Matanzas was de verovering van de Spaanse Zilvervloot door Piet Hein in 1628 in de Baai van Matanzas.

## Kapervloten
In 1628 vertrokken drie kapervloten naar het toenmalige West-Indië, uitgezonden door de West-Indische Compagnie met als opdracht de Spaanse schatvloot te onderscheppen. Er bestaat een bekend verhaal dat men dat jaar door vele vertragingen voor drie jaar aan Amerikaanse zilverproductie naar Spanje zou proberen over te brengen, maar dat berust op een verwarring met de situatie in 1625.
Eén vloot stond onder commando van kapitein-generaal en admiraal-generaal Piet Hein met als vlaggenkapitein Witte de With, admiraal Hendrick Lonck en viceadmiraal Joost van Trappen Banckert; de tweede was wat eerder vertrokken onder bevel van Pieter Adriaanszoon Ita. Deze laatste zeilde begin augustus huiswaarts na verschillende prijzen te hebben "gewonnen" (buitgemaakt). Een derde vloot viel Brazilië aan. Het Zeeuwse eskader van Banckert moest zich later bij Hein voegen en werd sterk vertraagd doordat het door de Engelsen een tijd werd tegengehouden.
De zilvervloot werd normaliter gevormd door de samenvoeging van vloten vanuit Zuid-Amerika met die van Mexico. De Terra Firma-vloot, over land bevracht met het zilver dat weer een andere vloot vanuit Peru naar Colombia had verscheept, was vanuit Spanje gewaarschuwd dat Hein eraan kwam, hetgeen op 10 juli inderdaad het geval was. Toen de Spanjaarden een Nederlandse scheepsjongen ontdekten die op 19 juli op het eilandje Blanquilla voor de kust van Venezuela was achtergebleven, begrepen ze dat Hein werkelijk in het gebied aanwezig was en men bleef in de havens liggen. Hein besloot daarop zijn geluk te zoeken bij Cuba.

## Uitbraak

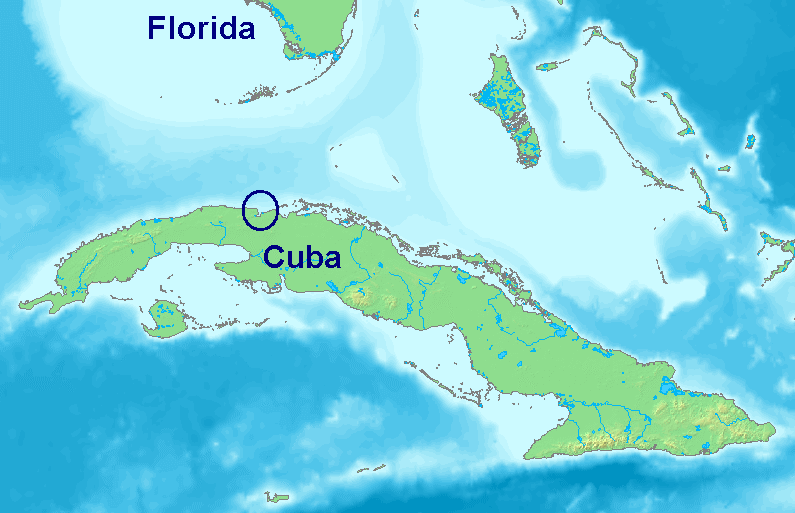
Matanzas ligt aan de noordkust van Cuba, ten oosten van Havana

Na het vertrek van Ita achtte de Spaanse admiraal Juan de Benavides Bazán, de commandant van de St Jacobsvloot uit Mexico, het op 8 augustus alsnog veilig een poging tot uitbraak te wagen. Piet Hein arriveerde echter vlak na Ita met een vloot van 31 goedbewapende schepen.
Hij stelde zich buiten de noordkust van Cuba in een hinderlaag op, maar werd door ongunstige stromingen steeds een aantal mijlen oostwaarts van Havana gedreven, zodat hij de zilvervloot niet zou kunnen onderscheppen. Op 28 augustus overwoog de "krijgsraad" om maar naar de punt van Florida af te zakken, ook omdat men begon te betwijfelen of de zilvervloot überhaupt wel in aantocht was. De volgende dag echter onderschepte Witte de With met een sloep een bark die naar de zilvervloot onderweg was om hem te waarschuwen. Geïnspireerd door dit bericht laveerde men met grote moeite weer ten westen van Havana, maar men wist zich daar niet te handhaven. Hoewel op de zevende eindelijk door het eskader van Banckert versterkt, besloot Hein toen het nog twee dagen aan te zien en dan terug te keren: hij achtte het stormseizoen te gevaarlijk. Op dat moment was de zilvervloot echter al door een orkaan uit elkaar geslagen; twee groepen schepen werden door de stroming voorbij Havana gesleurd, recht in de handen van Hein.
In de nacht van 7 op 8 september botste de Nuestra Señora de la Concepción zowat tegen de Witte Leeuw aan en werd genomen. In de morgen bleek een twintigtal andere Spaanse schepen in zicht. Twaalf daarvan lagen in de lij ten westen van de Nederlanders, negen daarvan, kleinere vrachtschepen, raakten al meteen in paniek en lieten het anker vallen. Hein stuurde een sloep met een tolk die na een half uur er op inpraten de Spanjaarden tot overgave wist te bewegen. Vier grote galjoenen lagen echter ten oosten en waanden zich afgesneden: de Santa Ana María, Santa Gertrudis, San Juan Bautista en de Nuestra Señora de la Antigua, het vlaggenschip van Benavidez. De laatste besloot zich te verschansen in de Baai van Matanzas, om het zilver over land veilig naar Havana te brengen. In de schemering kwam men bij de ingang van de baai aan. Men had gehoopt voor anker te kunnen gaan in een verdedigende positie. De galjoenen liepen echter in de lengterichting vast op de modderbanken van de rede. Men kon dus geen vuur uitbrengen op de naderende vijand. Velen begonnen zich al op land in veiligheid te brengen. Benavidez ging ook aan land, naar eigen zeggen om de bemanning terug te halen en het overbrengen van het zilver te regelen. Hein begreep dat hij onverwijld gebruik moest maken van het kennelijk gebroken moreel bij de Spanjaarden. Hij zette in de avond zijn schip met volle zeilen naast de galjoenen en besloot tot een onmiddellijke sloepenaanval door de overige schepen. De bemanningen van de galjoenen vluchtten na wat musketsalvo's onderdek. Daarna gaven ze zich over. Hun kanonnen waren ook niet vuurklaar.
Ook twee kleinere schepen werden nog genomen, dus het totaal kwam op zestien. Piet Hein nam de vier galjoenen over voor zijn eigen vloot, samen met een gloednieuw scheepje, en bracht de elf overige tot zinken. Eén galjoen moest later alsnog worden opgegeven. De bemanningen kregen voldoende proviand mee voor een voettocht naar Havana en waren verbaasd te horen dat Hein ze in vloeiend Spaans de weg wees; hij was in hetzelfde gebied tussen 1603 en 1607 gevangen gehouden. Er waren geen Nederlandse verliezen in de directe "strijd", hoewel tijdens zo'n expeditie altijd vele tientallen zeelui aan ziekte overleden; in dit geval zo'n 150. Ook kwamen er vermoedelijk geen Spanjaarden om. De Duinkerker kapers deden nog een poging het zilver op de terugweg te veroveren, maar dit werd verijdeld door in de havens van Falmouth en Plymouth een tijdje te wachten. In januari 1629 keerde Hein in Nederland terug.

## Buit

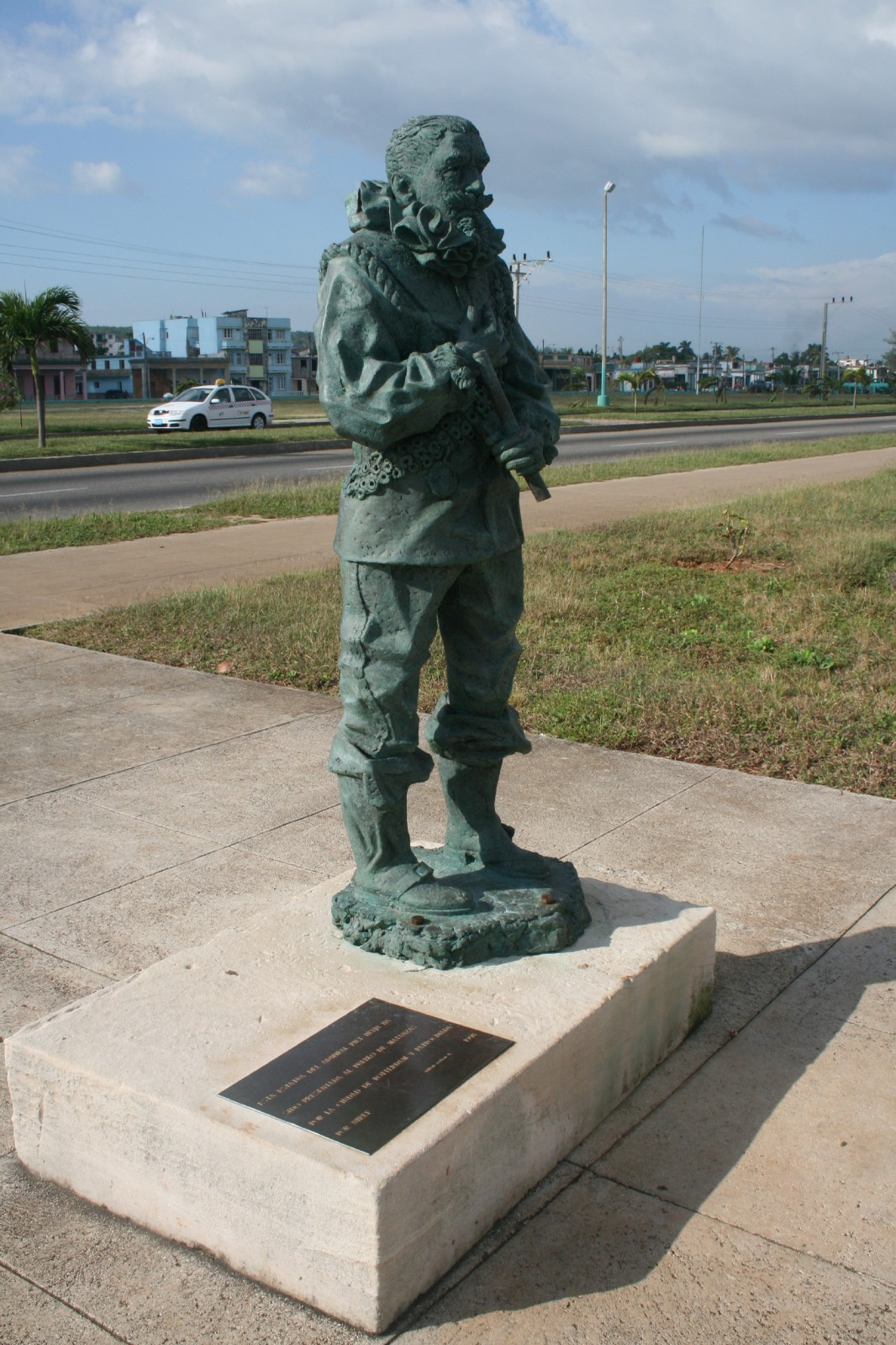
Standbeeld van Piet Hein in Matanzas

De buit bestond uit 177.000 pond zilver, 66 pond goud, duizend parels, 37.375 huiden, 361 kisten suiker en 3000 zakken indigo en cochenille, zeer waardevolle kleurstoffen die ongeveer een derde van de waarde van de buit vertegenwoordigden. Daarnaast waren er kleinere partijen zijde, muskus, amber en bezoar en vele sieraden en andere luxe goederen, die echter ten dele door de Nederlandse bemanningen achterovergedrukt werden. Bij thuiskomst werd iedereen nog eens gefouilleerd zodat nog wat boven water kwam; sommigen hadden echter al de benen genomen in Engeland; verscheidene opvarenden deden na thuiskomst verdacht hoge uitgaven.
Het geheel bracht bij terugkomst het toen zeer hoge bedrag van 11.509.524 gulden op, wat omgerekend € 127.776.317,82 zou zijn. De aandeelhouders van de WIC kregen dat jaar een dividend van 50%, berekend over een zuivere winst van zeven miljoen; het grootste deel van de rest bestond uit personeelskosten. Hein zelf kreeg, net als de andere deelnemers, zeventien maanden extra gage; in zijn geval zo'n 6000 guldens.
Met de buit kon in 1629 in de Nederlanden het Beleg van 's-Hertogenbosch gefinancierd worden.
In 1629 was er nog enige beroering over de veroverde schat. In dat jaar waren de matrozen die de zilvervloot gewonnen hadden ontevreden over hun zeventien maanden extra gage, en probeerden de buit te plunderen, die bewaard werd in het West-Indisch Huis te Amsterdam. Het oproer werd echter vrij snel de kop ingedrukt door wetshandhavers.
Benavides werd op 18 mei 1634 te Sevilla onthoofd wegens plichtsverzuim, viceadmiraal Don Juan de Leoz kreeg levenslang.

## Scheepslijst
- Amsterdam - admiraal-generaal Hein
- Hollandse Tuin - admiraal Lonck
- Neptunus - viceadmiraal Banckert
- Utrecht - schout-bij-nacht Cornelis Claeszoon Melckmeyt

- Hollandia
- Gelderland
- Provincie Utrecht
- Witte Leeuw
- Zwarte Leeuw
- Rode Leeuw
- Vergulde Valk
- Haarlem
- Pinas
- Tijger
- Gouden Zon
- Dordrecht
- Monnickendam
- Griffioen
- Gouden Leeuw

Jachten:
- Muiden
- Naarden
- Eenhoorn
- Zwarte Ruiter
- Langebark
- Postpaard
- Oud-Vlissingen
- Tijger
- Ooievaar
- Dolfijn
- Vos